# Asclepias tuberosa
Asclepias tuberosa
Espèce
Classification APG III (2009)
Asclepias tuberosa, communément appelée Asclépiade tubéreuse, est une espèce végétale de la famille des Apocynaceae. 

## Description
C'est une plante herbacée vivace atteignant 0,3 à 1 mètre de hauteur, avec des fleurs orange ou jaunes groupées du début de l'été au début de l'automne. Les feuilles sont disposées en spirale, lancéolées, de 5 à 12 cm de long et de 2 à 3 cm de large.
Certaines plantes sauvages ont des fleurs orange très rougeâtres. Il n'est pas certain que cela soit dû à la teneur en minéraux du sol, à la différenciation génétique des écotypes ou aux deux. Un cultivar, 'Hello Yellow', a généralement plus de fleurs jaunâtres que les exemples ordinaires de cette plante.

## Utilisations
Elle est utilisée comme plante ornementale. Adam Maurizio signale ses pousses comme alimentaires. 

## Distribution et habitat
Cette plante préfère les sols secs, sablonneux ou graveleux, mais a également été signalée sur les bords des cours d'eau. Il nécessite le plein soleil.

## Liste des sous-espèces
Selon NCBI (5 févr. 2012) :
- sous-espèce Asclepias tuberosa subsp. interior
- sous-espèce Asclepias tuberosa subsp. rolfsii